# プリプリ (テレビ番組)
『プリプリ』は、2012年4月6日から2013年3月15日まで毎日放送（MBSテレビ）で放送されていた関西ローカルの情報番組。毎週月曜日から金曜日までの生放送で、初回である同日には、『プリ♥プリファミリー大集合スペシャル!』として9:55 - 11:30に放送された。
2012年4月9日から9月24日（月曜日）までは、間にハートマークの入った『プリ♥プリ』のタイトル表記で10:30 - 11:30に放送。同年10月1日からは、タイトル表記を変更するとともに、放送枠を9:55 - 10:50（いずれもJST）に移動した。

## 概要
MBSテレビでは、自社制作による生放送番組『八方組 ごくろうの妻たち』を2001年9月に終了させてから、平日の10時台を連続ドラマの再放送枠（『MBSドラマの森』）やテレビショッピング番組（『TVショップ955』・『板東英二の欲バリ市場』など）・店舗情報番組『ぶらンチ』の放送枠に充ててきた。しかし、2008年6月から関西テレビがこの時間帯で生放送番組『ごきげんライフスタイル よ〜いドン!』を開始すると、平均で10%前後の視聴率を記録。ABCテレビも2010年4月から『せのぶら!』（テレビショッピングコーナーを内包した旅番組）を放送するなど、関西ローカル放送が主体の時間帯ながら番組の編成状況が変わりつつある。
そこで毎日放送は、2012年の4月改編を機に、MBSテレビの平日10時台では11年半振りに自社制作の生放送番組枠を復活。同年3月9日（金曜日）放送の『ちちんぷいぷい』（同局で平日の午後に放送中の情報番組）において、同年4月から当番組を開始することを初めて公表した。
当番組では、『ちちんぷいぷい』と同じく、毎日放送本社（大阪市北区）内のギャラクシースタジオから生放送。全ての曜日で、宇都宮まき（吉本新喜劇の女優、2012年3月5日まで『ごきげんライフスタイル よ〜いドン!』の月曜日にレギュラー出演）が総合司会、吉竹史（出演時点では毎日放送のアナウンサー、2011年10月から半年間『ちちんぷいぷい』の金曜日で宇都宮と共演）がアシスタントを務めた。宇都宮が（テレビ・ラジオを含めて）帯番組の司会を務めるのは、当番組が初めて。また、宇都宮・吉竹とも、番組内のロケ企画（後述）ではリポーターを兼務していた。
当番組のキャッチフレーズは、「明るく楽しくHAPPY SURPRISE〜関西でとれたてのプリップリな情報をお届けする生放送〜」（番組開始当初は「昨日より5%Happyに!」）。『プリ♥プリファミリー大集合スペシャル!』のように、放送枠を95分に拡大した「95分スペシャル」を編成したり、特別編成によって当番組の生放送を休止したりすることもあった。また、レギュラー放送の開始（2012年4月9日）から6月1日（金曜日）までは、当番組の直前で『もうすぐプリ♥プリ』も放送していた。

### 放送開始に伴う措置
番組開始から2012年9月24日（月曜日）までは、平日の10:30 - 11:30で放送していた。MBSテレビでは、2012年3月まで当該時間帯に関西ローカルで放送されていた番組のうち、『MBSドラマの森』を同月30日限りで終了。残りの番組については、当番組の放送開始を前に、4月2日（月曜日）から放送枠を以下のように移動させている。
- 『TVショップ955』平日9:55 - 10:50（不定期放送）→　月 - 水・金曜9:55 - 10:25（『ショップ955』へ改題）
- 『板東英二の欲バリ市場』平日10:50 - 10:57　→　木曜9:55 - 10:25（2013年1月から『欲バリ市場』へ改題）
- 『ぶらンチ』木・金曜10:57 -　11:00　→　水・木曜10:25 - 10:28

MBSテレビでは、平日昼の情報番組『ひるおび!』（TBS制作）を、2009年4月の番組開始から2012年3月30日までTBSからのフルネットで放送してきた。しかし、当番組の放送開始を機に、第1部の前半（11:00 - 11:30）のみネット受けを終了。2012年4月2日からは、基本として、11時台後半に内包されているニュースコーナー（JNNニュース）からの飛び乗りで放送していた。
ただし、祝祭日に当番組の放送を休止する場合には、『ひるおび!』のフルネットを実施している。当番組の放送枠を『板東英二の欲バリ市場』『VOICE』の特別番組に充てた2012年7月16日（月曜日・海の日）には、当番組のレギュラー放送と『ちちんぷいぷい』を休止したため、当番組の紹介を兼ねた事前収録の特別番組『プリ♥プリ増刊号　海の日だよスペシャル』を16:53 - 17:45に放送した。

### 2012年10月改編でのリニューアル
2012年10月1日からは、放送枠を毎週月 - 金曜日の9:55 - 10:50へ変更（放送時間を35分繰り上げ・5分短縮）。前述の通販番組と放送枠を入れ替えるとともに、企画・スタジオセット・タイトルロゴのリニューアルを敢行した。『ひるおび!』については、月曜・火曜のみ通販番組確保のために11:30からの飛び乗りを継続・維持する一方で、水曜 - 金曜放送分を11:00からの同時ネットに戻した。
当番組では、このリニューアルを機に、よしもとクリエイティブ・エージェンシー（以下「吉本」と略記）所属のタレント・落語家で占められていた「プリプリファミリー」（日替わりレギュラー陣、リニューアル前の表記は「プリ♥プリファミリー」）の入れ替えを実施した。リニューアル前に出演していた「プリプリファミリー」については、一部のメンバーを卒業させたり、出演曜日を変更したりすることで対応。その一方で、大半のコーナーでは、出演日の「プリプリファミリー」のうち1名が「パートナー」として進行に加わるようになった（後述）。
また、『ちちんぷいぷい』で長年レギュラーを務めるピーコ、芸能活動の本拠を東京に置く既婚の女性タレント（三船美佳、伊藤かずえ、国生さゆり、藤本美貴など）、『上泉雄一のええなぁ!』（当番組と放送時間の一部が重なるMBSラジオの生ワイド番組）のレギュラー出演者（上泉雄一、たむらけんじ、奥野史子、メッセンジャーあいはら、桂三度、ガタルカナル・タカ）が「プリプリファミリー」に加わった。
なお、9月25日（火曜日） - 28日（金曜日）には、当番組の放送を休止。当番組の放送枠のうち、11:00までは『住人十色』（自社制作番組）の再放送などに充てたり、前述の通販番組の放送時間を拡大したりしていた。また、この期間から事実上、水 - 金曜日の『ひるおび!』フルネットを復活させている。
しかし当番組は、リニューアルから半年後の2013年3月15日に終了。MBSテレビでは再び、平日午前の生放送番組の自社制作から撤退することになった。その一方で、当番組の終了を機に、月・火曜日でも『ひるおび!』のフルネットを復活。リニューアル後の当番組の時間帯では、月〜水曜日を『よりどりマーケット』（テレビショッピング番組）の放送枠に充てるとともに、木・金曜日には再び『MBSドラマの森』を放送する。

## 出演者
☆：2012年10月のリニューアル以前からレギュラー出演（リニューアル後も出演曜日に変更なし）

★：2012年10月のリニューアル以前からレギュラー出演（リニューアルを機に出演・担当曜日を変更）
●：出演時点で毎日放送アナウンサー

◎：『ちちんぷいぷい』のレギュラー・準レギュラー経験者

○：『上泉雄一のええなぁ!』のレギュラー出演者

### 放送終了時点（2013年1月以降）
| 月曜                                                                                                 | 火曜                                                                                         | 水曜                                    | 木曜                                                                                             | 金曜                                                                                        |
| 総合司会                                                                                             | 総合司会                                                                                     | 総合司会                                | 総合司会                                                                                         | 総合司会                                                                                    |
| --- | -------------------------------------------------------------------------------------------- | --------------------------------------- | ------------------------------------------------------------------------------------------------ | ------------------------------------------------------------------------------------------- |
| 宇都宮まき☆◎                                                                                         |                                                                                              |                                         |                                                                                                  |                                                                                             |
| アシスタント                                                                                         |                                                                                              |                                         |                                                                                                  |                                                                                             |
| 吉竹史☆●◎（「町の気になるて作りさん」のリポーター・ナレーターを兼務）                                |                                                                                              |                                         |                                                                                                  |                                                                                             |
| 「朝刊!記事からぼたもち」ナビゲーター                                                                |                                                                                              |                                         |                                                                                                  |                                                                                             |
| 上泉雄一●○◎                                                                                          |                                                                                              |                                         |                                                                                                  |                                                                                             |
| プリプリファミリー（レギュラー）                                                                     |                                                                                              |                                         |                                                                                                  |                                                                                             |
| - シャンプーハット（小出水・てつじ○）★ - 大木こだま★ - 奥野史子○ - プリマ旦那（野村尚平・河野良祐）★ | - 田村亮☆（ロンドンブーツ1号2号） - 海原やすよ・ともこ - メッセンジャーあいはら○◎ - 月亭方正 | - 間寛平☆◎ - たむらけんじ○◎ - 桂三度○   | - ぼんちおさむ☆ - 千鳥（ノブ・大悟）☆◎ - 伊藤かずえ - 西川忠志 - ミサイルマン（岩部彰・西代洋）☆ | - 桂小枝★ - 村上ショージ★ - 小籔千豊◎ - 酒井藍☆◎                                            |
| 「朝刊!記事からぼたもち」パートナー（火・金曜日のみ日替わり企画の進行役も兼務）                      |                                                                                              |                                         |                                                                                                  |                                                                                             |
| - てつじ（シャンプーハット）                                                                         | - 田村亮（ロンドンブーツ1号2号）                                                             | - たむらけんじ                          | - ノブ（千鳥）                                                                                   | - 小籔千豊                                                                                  |
| プリプリファミリー（準レギュラー）                                                                   |                                                                                              |                                         |                                                                                                  |                                                                                             |
| | - ピーコ◎                                                                                    | - 国生さゆり（隔週） - 三船美佳（隔週） | - 松尾貴史                                                                                       | - ガダルカナル・タカ - 松尾貴史 - 新山千春◎（隔週） - 藤本美貴（月1回） - 山口もえ（月1回） |
| 日替わり企画リポーター                                                                               |                                                                                              |                                         |                                                                                                  |                                                                                             |
| - プリマ旦那                                                                                         |                                                                                              | - 吉竹史                                | - ミサイルマン☆                                                                                  |                                                                                             |
| 「それゆけ!千日前」リポーター                                                                        |                                                                                              |                                         |                                                                                                  |                                                                                             |
| おいでやす小田☆、壷井綾子☆（スペランツァFC大阪高槻MF）、秋葉夢子☆（スペランツァFC大阪高槻DF）        |                                                                                              |                                         |                                                                                                  |                                                                                             |
| ナレーター                                                                                           |                                                                                              |                                         |                                                                                                  |                                                                                             |
| - 前田阿希子★●◎                                                                                      |                                                                                              | - 吉竹史☆●◎                             | - 関岡香★●◎                                                                                      |                                                                                             |

放送日によっては、よしもとクリエイティブ・エージェンシー所属の芸人や「吉本百年物語」（2012年4月から1年間なんばグランド花月で開演中の舞台公演シリーズ）の出演者などを、ゲストとしてスタジオに迎える。金曜日第1回のレギュラー放送（同年4月13日）では、角淳一（『ちちんぷいぷい』の初代総合司会）がゲストで出演した。
2012年には、12月24日（月曜日）でレギュラー放送を終了した。ただし、1週間後の同月31日10:30 - 11:45に放送の特別番組『プリプリ　全曜日MC大集合!コレを知って年を越そうスペシャル』（事前収録）には宇都宮・吉竹・小田・壺井・秋葉と全曜日のパートナーが出演。それまで「それゆけ!千日前」の中継のみの出演だった小田・壺井・秋葉が、初めてスタジオへ登場した。また、水曜日の最終放送（2013年3月13日）では、隔週レギュラーの国生・三船が、最初で最後のスタジオ共演を果たした。

### 準レギュラー
- ガリガリガリクソン★（不定期でリポーターを担当、放送上は「プリプリファミリー」扱い）[36]

### 過去
- 島よしのり（金曜「はたらくプリメン」ナレーター、2012年4月6日）

以下は、いずれも担当時点でMBSアナウンサー。
- 斎藤裕美（火曜「プリ町コレクション プリコレ」ナレーター、2012年4月10日 - 4月24日）
- 河田直也（金曜「はたらくプリメン」ナレーター、2012年4月13日 - 6月1日）
- 高井美紀（MBSアナウンサー、火曜「ハッピーサプライズ」「おでかけ!ガリク旬」→金曜「ココホレ!FRIDAY」VTRナレーター、2012年5月8日 - 11月2日）

以下の出演者は、2012年10月のリニューアルを機に当番組を降板。
- NON STYLE（井上裕介・石田明（月曜レギュラー、2012年4月6日 - 9月24日）
- ヤナギブソン（ザ・プラン9）（月曜「プリ♥プリ パンシェルジュ」リポーター、2012年4月6日 - 9月24日）
- ダイアン（西澤裕介・津田篤宏）（「プリ♥プリプレゼント プリプレ」リポーター、2012年4月6日 - 2012年5月・火曜レギュラー、2012年6月12日 - 9月18日）
- テンダラー（浜本広晃・白川悟実）（水曜レギュラー、2012年4月11日 - 9月19日）
- 小泉エリ（水曜「小泉エリの水まわりのプリンセス」→「アイデアの小泉」リポーター、2012年4月11日 - 9月19日）
- 木村英樹（「プリモノBOOK」→「はたらくプリメン」ナレーター、2012年4月6日 - 9月21日）[37]
- 加藤康裕（MBSアナウンサー、水曜「小泉エリの水まわりのプリンセス」→「アイデアの小泉」ナレーター、2012年4月11日 - 9月19日）

なお、リニューアル前の「プリ♥プリダンスを踊ろう!」と「プリ♥プリトーク　あなたはどっち?」でも、上記の「プリ♥プリファミリー」のうち1名（月曜・石田、火曜・田村、水曜・浜本、木曜・ノブ、金曜・てつじ）がスタジオの進行役に加わっていた。

## 主な企画
◎：2012年10月のリニューアル以前から放送（リニューアル前はいずれも「プリプリ」を「プリ♥プリ」と表記）

### 全曜日共通

#### 放送終了時点（2013年1月以降）
- 朝刊!記事からぼたもち
  - 2012年10月1日（月曜日）から放送を開始したコーナーで、同月26日（金曜日）までは「けさのニュース　知っときまSHOW」というタイトルで放送。当コーナーにのみ上泉がナビゲーターとして出演するとともに、宇都宮と曜日別の「パートナー」がアシスタントを務める。なお、吉竹は当コーナーのみ、他の「プリプリファミリー」とともにパネリストとして参加。上泉は、当コーナーを終えた後に、10:30から『上泉雄一のええなぁ!』の生放送に臨む。なお、上泉が出演できない場合には、吉竹が当コーナーの進行役も兼務していた。
  - 当コーナーでは、放送日に関西で発行された一般紙（毎日新聞、朝日新聞、讀賣新聞、日本経済新聞、産経新聞）およびスポーツ紙（スポーツニッポン、日刊スポーツ、デイリースポーツ、サンケイスポーツ、スポーツ報知）の朝刊から、番組が注目した記事をモニターで紹介。上泉が記事を読み進めながら、他の出演者と井戸端会議風のトークを繰り広げた。
  - 放送日によっては、「スポーツニッポン」「スポーツ報知」「サンケイスポーツ」の芸能・社会系記者（いずれも大阪本社所属）が、日替わりでオープニングから当コーナーの終了まで出演。特に注目した記事については、「今日のテッパン」というタイトルで上泉が最初に読み上げた。
  - 2012年11月末までは、上記の一般紙・スポーツ紙の1面記事を貼った大型ボードを、当コーナーの冒頭に使っていた。しかし、同年12月の放送からは、モニターのみで記事を紹介していた。
- それゆけ!千日前◎
  - 2012年6月4日（月曜日）から放送を開始。なんばグランド花月内にある「よしもと47ご当地市場」や店舗で放送日に実施するタイムサービスを、芸歴12年のピン芸人・おいでやす小田[38] と、「物産ガールズ」の壷井綾子・秋葉夢子（いずれも女子サッカークラブ・スペランツァFC大阪高槻[39] の現役選手）が市場内からの生中継で告知した。ただし、放送日によっては、事前に収録した内容を放送することもあった。
  - タイムサービスについては、小田が中継の最後に、割引後の金額を手書きのフリップで紹介。たいていは対象商品を数量限定で販売するため、中継のオープニングでは、放送前日（月曜日の場合には前週金曜日）の中継後の反響をVTRで伝えている。放送日が「よしもと47御当地市場」の休業日と重なる場合には、市場内から中継（または事前収録の映像）を放送したうえで、対象商品を市場の入口などで特別に販売した。
  - 小田は、中継終了後のタイムセール会場での案内役も兼務。2012年10月のリニューアルまでは、当番組オープニングのミニ生中継にも登場していた。その一方で、壺井・秋葉は、スペランツァのスケジュール（なでしこリーグ公式戦への帯同など）との兼ね合いで休演する場合がある。この場合には、小田のみで生中継を取り仕切った。
  - 2012年7月からは、吉本興業所属の芸人1名（または1組）が、小田による「おいでやす!」という掛け声とともにゲストで登場。中継では、当日のタイムセール対象商品を試食してから、小田が見せる前述のフリップに驚きの表情を見せるようになっていた。なお、ゲストが出演しない場合には、小田と物産ガールズが対象商品を試食していた。
    - 小田は2013年1月31日（木曜日）の放送を体調不良で休演。同日の生中継では、ガリガリガリクソンが、（本名と小田の芸名にちなんだ）「おいでやす坂本」という名義でリポーター代理を務めた。

#### 過去

##### 月 - 金曜日
- 宇都宮まきとプリプリダンスを踊ろう!◎（以前のタイトルは「プリプリダンスを踊ろう!」→「今日のプリプリダンス」）
  - 2012年9月2日から12月7日まで放送していたロケ企画。当番組のオープニングVTR（番組開始からリニューアル前まで放送）で宇都宮たちが披露していた番組オリジナルのダンス（通称「プリプリダンス」）を、宇都宮と一緒に踊りたいグループを、世代や性別を問わず専用のメールアドレスで募集。番組サイドで選んだグループの下へ宇都宮が出向いて「プリプリダンス」を踊っていた。
    - 番組開始から2012年10月のリニューアルまでは、オープニングで番組テーマソング「こもれびのうた」の歌詞の字幕を手書き風に表示するとともに、宇都宮と複数の子どもが同曲に合わせて「プリプリダンス」を踊る映像（以下「ダンスVTR」と略記）を放送していた。
    - ダンスVTRについては、番組開始から2012年6月29日の放送まで、万博記念公園（大阪府吹田市）の芝生広場で宇都宮と2名の子どもが踊っている映像が使われていた。同年7月2日から8月31日の放送までは、須磨海水浴場（神戸市須磨区）内の砂浜で撮影された映像に変更。この映像では、宇都宮と4名の子どもに加えて、吉本新喜劇で宇都宮の先輩に当たる今別府直之も背後で「プリプリダンス」を踊っていた。

  - 「プリプリダンス」では、Sun!!（劇団ミジンコターボ所属）が振り付けを担当。また、当番組の公式サイトでは、2012年12月末まで「プリプリダンス」（サイト上の表記は「プリプリ体操」）の動画を無料で配信していた。
  - 当番組では2012年7月23日から、夏休み限定の特別企画として、老若男女を問わず視聴者が「プリプリダンス」を踊る様子を撮影した動画をメールで募集。その一部を放送していた。この企画を発展させたのが、「プリプリダンスを踊ろう!」である。
  - 放送では1日につき1グループを紹介。2012年10月のリニューアル以降は、「今日のプリプリダンス」と改題したうえで、同月1日から5日（金曜日）までオープニングで放送していた。同月9日（火曜日）からは、「宇都宮まきとプリプリダンスを踊ろう!」とのタイトルでエンディングに放送。スタッフロールとともにロケ映像を流した。なお、当番組のテーマソング「こもれびのうた」を歌うつじあやのがキャンペーンなどで来阪した場合には、つじも当コーナーの収録に参加。ウクレレを弾きながら、「こもれびのうた」をダンスのBGM代わりに披露していた。
  - 当番組では、2012年12月10日（月曜日）から21日（金曜日）までの10日間を「クリスマス直前　スペシャルウィーク」に設定。この期間中に「こんな人おったらドドーンと10万円」という特別企画（後述）を放送した関係で、当企画を終了した。
    - 2013年1月からは、エンディングを再びフリートークや告知に充てている。同月24日からは、木曜日のみ「西代洋の今朝のコラム」を放送。ミサイルマンの西代が色紙に直筆で書いた相田みつを風のメッセージを披露している。

##### 月 - 木曜日
- プリモノBOOK（番組開始 - 2012年9月24日）
  - 番組開始から2012年10月のリニューアルまで唯一続いたVTRロケ企画で、6月8日（金曜日）までは月 - 金曜日に放送。同日の放送分までは、吉竹（または宇都宮）が日替わりで出演する一方で、全曜日のナレーションを木村が担当していた。同月11日以降は、放送日に出演する「プリプリ♥ファミリー」の1人（1組）と吉竹（または宇都宮）によるロケにリニューアル。吉竹がナレーターを兼務するとともに、コーナータイトルを「○○（リポーターを務めたファミリーの芸名・コンビ名）のプリモノBOOK」に改めた。
  - ロケでは、毎週1つのエリア（主に大阪市内）を交互に散策しながら、行く先々で出会った人々からの情報を頼りに「プリモノ」（リポーターのテンションが上がるほど可愛い物）や「プリスポット」（可愛らしさを感じられる場所）を探した。取材の成り行きによっては、道行く人々に当番組の認知度や感想を訊くこともある。また、いわゆる「アポ無しロケ」のスタイルを取っているため、放送されるVTRにはリポーターが散策中に目に付いた店舗へ直々に取材の承諾を得るシーンが入ることが多かった。
  - ロケで探し当てた「プリモノ」については、該当する商品の価格・発見した店舗の情報と合わせて紹介するほか、スタジオで現物を披露。当番組の公式メールアドレスで、視聴者が見付けた「プリモノ」の情報や画像を募集している。また、コーナーの初期には、紹介した「プリモノ」の一部を視聴者に進呈することもあった。
  - 宇都宮は、当企画のロケで赤ちゃんに遭遇するたびに「赤ちゃんの頭の匂いをかぐ」という癖を見せていた。しかし、「それゆけ!ナンバー1」（後述）など他企画のロケに出るようになったため、2012年6月11日以降の放送分では基本として当企画のロケに参加していない。また、リニューアル直前の同年9月下旬には、過去のロケの総集編を放送していた。
- それゆけ!ナンバー1（2012年6月4日 - 8月31日）
  - 「『プリ♥プリ』が関西でナンバー1の人気番組になるためには、人気ナンバー1のメニューを出す飲食店に学ぶことが必要」との趣旨で、「プリ♥プリファミリー」（曜日別レギュラー）向けのクイズを兼ねたグルメロケ企画。
  - 大食で知られる宇都宮が毎回、「名店」との評判が高い飲食店で人気の高いメニューを4種類実食。宇都宮と「プリ♥プリファミリー」が人気ナンバー1のメニューを予想した後に、店主からの正解VTRを放送するとともに、スタジオのモニターで順位を発表していた。
  - 出題VTRではまず、宇都宮が「ナンバー1」と予想したメニューを実食。その直後に、「まきちゃん、本当にそれでいいんですか?」という店主のセリフを合図に、「ライバル」として3種類のメニューが登場する。宇都宮は、残りのメニューを食べたうえで予想を確定。「プリ♥プリファミリー」（とスタジオゲスト）は、そのVTRを基に、放送中に大声で相談してから、代表者が4つの札から1つの札を上げることで予想を示す。ただし、「名店」の紹介も兼ねているため、予想を的中させても番組側から出演者に特典は出なかった。
- ビビビ!イマキテル!（2012年4月16日 - 6月1日）
  - 他のテレビ番組や前日（前週）の新聞記事などを通じて、宇都宮・吉竹や視聴者が「ビビビと来た」（関心を持った）人物・作品・数字・ニュースを、資料映像やインタビュー映像などを交えながらスタジオで詳しく紹介していた。
  - ニュースを扱う場合には、宇都宮の感想や疑問を「まきのキモチ」「まきのギモン」としてモニターに表示。その内容をテーマに、スタジオに出演の「プリ♥プリファミリー」（曜日別レギュラー）とトークを展開した。
  - タイトルコールで宇都宮が「ビビビ!」と言えば、「プリ♥プリファミリー」のうち1名が、自分なりの決めポーズやリアクションで「コレキテル!」と答えることが特徴。番組のメールアドレスでは、視聴者からの情報や、取り上げて欲しい人物のリクエストを受け付けていた。
- プリ♥プリプレゼント プリプレ（2012年4月6日 - 6月1日）
  - 主にエンディングで放送された視聴者へのプレゼント企画。特設の電話番号を通じて、放送日の14:00まで応募を受け付けることが多かった。
  - 当初は単に「プレゼント（コーナー）」と称していたが、2012年4月24日（火曜日）の放送から、「プリプレ」というタイトルを付けるようになった。放送日によっては、なんばグランド花月（大阪・千日前）内の店舗・イベントに関する生中継（またはVTR）を放送。ダイアンとガリガリガリクソンが週替わりでリポーターを担当していた（ただし5月以降はガリガリガリクソンのみが担当）。
- ぼちぼちカレンダー（2012年4月6日 - 4月13日）
  - オープニング直後かエンディング直前に放送していたコーナーで、吉竹が進行。スタジオの左側に手帳風の大型ボードを設置したうえで、放送週から4週間先まで公表されているさまざまな予定事項について、宇都宮や「プリ♥プリファミリー」との間でトークを展開していた。
  - ボードには1日単位で、放送週から4週間先までの予定を短く記載。記載事項は、関西地方におけるイベントの開催・閉幕予定、関西や全国における商品の発売開始・サービスの提供開始予定、関西で特に注目されるイベントの前売券発売予定など多岐に及ぶ。ちなみに、宇都宮・吉竹は、当コーナーで紹介する内容を手帳に書き込むことを放送中に視聴者へ勧めていた。
  - 取り上げる内容によっては、発売前の商品の現物をスタジオで紹介。ボードでの記載事項で、宇都宮が気になった予定には、白抜きの文字で「ま」と記された花のシールを宇都宮がボードに貼っていた。
- ぼちぼちランキング（2012年4月6日 - 4月13日）
  - 月・火・木・金曜日には、放送日の直近時点におけるYahoo!Japanの「急上昇ワード（検索件数が急速に増えた言葉）」から、1位 - 10位に当たる言葉を吉竹が発表。番組で特に注目した言葉をテーマに、他の出演者とトークを展開した。11位以下でも気になる言葉を取り上げたり、番組で関連情報を独自に取材したり、専門家のコメントを紹介したりすることがあった。
  - 水曜日には、オリコン最新シングルチャートTOP10を放送。当日発表のウィークリーシングルチャートから、上位10曲をPV・CDジャケットや関連情報とともに紹介していた。
  - 前述の「ビビビ!イマキテル!」は、2012年4月12日（木曜日）の当コーナーでテイラー・キニー（アメリカの若手俳優）を取り上げた際に、twitterなどで大きな反響が見られたことをきっかけに誕生。水曜日以降の「ビビビ!イマキテル!」では、シングルチャートに限らず、オリコンの各種チャートで上位に入った（DVDなどの）作品を取り上げている。
- プリ♥プリトーク　あなたはどっち?（2012年9月2日 - 24日）
  - データ放送連動型の視聴者参加企画で、放送日の近辺で話題になったニュース1本をテーマに、「あり」か「なし」で答えられる二者択一式の問題を作成。その問題への回答を通じて、視聴者および「プリ♥プリファミリー」の意見を浮き彫りにする。なお、当コーナーのみ、放送日に出演する「プリ♥プリファミリー」のうち1人が吉竹と共に進行を担当。宇都宮は他の「プリ♥プリファミリー」とともに、パネリストとして自分の意見を示していた。
  - 当コーナーでは、吉竹がニュースや問題を読み上げたうえで、パネリストが「あり」（赤色）か「なし」（青色）のボードを1人ずつ掲示。当番組の視聴者も、デジタル放送対応のテレビで視聴していれば、テレビリモコンの赤色か青色のボタンを押すことで回答できる。なお、回答を締め切った直後には、回答者の比率を数字と棒グラフでテレビ画面に表示。その結果を受けて、パネリストがボードを掲げ直すこともあった。
  - MBSテレビ制作・関西ローカルの生放送番組では、上泉の司会で2004年度に放送していた『あん!』でも、毎週金曜日のコーナー「関西のスイッチ」の放送中に当コーナーと同じ趣旨の視聴者調査を実施していた。ただし、『毎日新聞』の企画「日本のスイッチ」と連動していた点や、視聴者の回答手段が携帯電話（携帯サイト上の回答フォーム）であった点で当コーナーと異なる。

### 日替わり企画
ロケ企画を放送する場合には、リポーターが担当コーナーからエンディングまでスタジオに出演。ロケの内容を補足したり、ロケで取り上げた商品を試用したりする。

#### 放送終了時点（2013年1月以降）
- 月曜日
  - ハイキングGO!GO!◎（2012年6月15日 - 2013年3月11日、2012年9月21日までは金曜日に放送、2013年1月7日 - 3月4日には休止）
    - 2012年6月15日から放送開始。火曜日から異動したプリマ旦那の野村尚平・河野良祐が、週末のハイキングにお勧めしたい近畿地方のコースをいち早く紹介した。コースによっては、地元のハイキングガイドや、そのコースへの踏破経験が多い一般の視聴者がロケに同行することもあった。
    - ロケVTRでは、「少年時代に実父に連れられて近畿各地の山々を登った」[41] という野村が、ハイキングに役立つ豆知識やハイキングに携帯できる飲食物を紹介。目的地に到着した後には、自作の俳句を一句詠んでロケを締めくくった。
    - 厳冬期のロケが難しいことから、2013年1月7日から同年3月4日までは放送を休止。月曜日での最終放送（2013年3月11日）には、放送で取り上げた27コースから、家族連れによる春先のハイキングにふさわしい3コースをダイジェストで紹介した[42]。

  - 関サイ前線　プリプリ調査隊が行く!（2013年1月7日から同年3月4日までの期間限定で放送）
    - 「ハイキングGO!GO!」のロケが難しい厳冬期限定のロケ企画として放送。関西地方で進められている最先端の研究や、話題のサービスの現場にプリマ旦那が赴いた。
    - プリマ旦那では当企画のみ、一貫して黒色のスーツを着用。ただし野村は、「ハイキングGO!GO!」に続いて、ロケVTRの最後に自作の俳句を披露していた。
- 火曜日：週刊レディー茶話（2012年10月2日 - 2013年3月12日）
  - 「プリ♥プリトーク　あなたはどっち?」（前述）の後継企画として放送。タイトルの「レディー茶話」は、レディー・ガガにちなんで、「れでぃーさわ」と読ませる。また、当コーナーのみ、吉竹と田村亮（ロンドンブーツ1号2号、リニューアル前から火曜日に「プリプリファミリー」として出演）が進行を担当。宇都宮もパネリストとしてトークに参加していた。
  - 当コーナーでは、宇都宮のプライベートショットや当日のテーマ見出しを入れた大型ボード（架空の週刊誌「週刊レディー茶話」最新号の表紙）をスタジオに設置。冒頭では、放送日までに発売された女性週刊誌・月刊誌・ファッション誌から、番組で注目した複数の話題を吉竹が紹介する。さらに、そのうちの1つの話題から作成した二者択一式のアンケートを視聴者に提示。放送前に街頭で収録したインタビュー映像や、データ放送による視聴者の回答比率を紹介していた。
    - 放送上は、デジタル放送対応テレビのリモコンに対応すべく、アンケートの選択肢を赤色と青色で区別。当番組の視聴者も、リモコンの赤色か青色のボタンを押すことで、問題に回答できるようになっていた。

  - アンケートを終了すると、吉竹が「本日の茶話テーマ」を提示。出演者が「レディー茶話会（さわかい）」のような雰囲気でパネリストがトークを展開。放送週によっては、女性週刊誌の記事に限らず、当コーナー専用のメールアドレスで募集した女性視聴者からの投稿も取り上げていた。
    - 「本日の茶話テーマ」で飲食物を取り上げた場合には、その一部を抽選で視聴者にプレゼント。吉竹がコーナーの最後に告知する電話番号を通じて、放送日の午後1時まで応募を受け付けていた。

  - 2012年11月6日からは、当時「山崎邦正」名義で出演していた月亭方正の発案をきっかけに、コーナー内企画として「発進!ダイエット極め隊」をスタート。山崎と海原ともこが、目標体重を設定したうえで、1ヶ月半にわたって世間で話題のダイエット法に取り組んでいた。同年最後の放送中（12月18日）に2人の体重を測定したところ、体重の減少は認められたものの、わずかに目標を達成できなかった[43]。
- 水曜日：街の気になるて作りさん（2012年10月10日 - 2013年3月6日）
  - 「プリモノBOOK」（前述）初期の内容を受け継ぐ吉竹単独のアポなしロケ企画で、2012年10月10日から放送を開始。同年11月末までは隔週で放送していた。12月5日以降は、毎週の放送へ移行。
  - アートに造詣の深い女子美術大学出身の吉竹が、毎回ある街を訪問。住民からの情報を頼りに、ファッションや雑貨などの製作で評判の高い「て作りさん」（アーティスト）を紹介した。「て作りさん」の紹介映像の最後に、取り上げた人物の手形を映すことが特徴。訪問先によっては、吉竹自ら製作に挑むこともあった。
- 木曜日：プリプリランチ◎（2012年4月12日- 2013年3月14日）
  - 番組開始から唯一続いていた日替わり企画。ミサイルマン（岩部彰・西代洋）が、放送日の直近にオープンの飲食店や、ワンコイン（500円）で食べられるランチメニューなどを紹介する。VTRのナレーターは関岡香（MBSアナウンサー）[44]。
  - 絵が得意で「浪速のゴッホ」を自称する岩部は、訪問先の繁盛を願いながら、直筆のメッセージを添えて即興で絵を描く。そのため、岩部が絵を描くシーンでは、西代が岩部を「先生」と呼んでいた。また、岩部の描いた絵も、店内に飾ることを前提に訪問先へ贈られた。その一方で、開店したばかりの店舗を訪れる場合には、西代が花を贈呈するとともに花言葉を紹介していた。
  - ロケVTRの最後には、必ずキーワードを発表。当番組の視聴者が来店時にそのキーワードを伝えれば、期間限定の特典（放送日から1週間後までドリンク無料など）を受けられるようになっていた。
  - 木曜日の最終放送（2013年3月14日）では、ミサイルマン以外の出演者を2チームに分けたうえで、過去に放送した映像や紹介した店舗からクイズを出していた。
- 金曜日：プリ金ランキング（2012年11月9日 - 2013年3月15日）
  - インターネット上で集計・公表されたアンケートから、週替わりのテーマでランキングの上位項目を紹介するとともに、出演者がそのテーマにまつわるトークを展開した。
  - リニューアルを機に金曜日の「プリプリファミリー」へ加わった小籔千豊（吉本新喜劇座長）が、吉竹とともに進行を担当。また、ランキングで取り上げたテーマを発展させた内容で、当番組のスタッフが街頭インタビューを実施した模様のVTRをはさむこともあった。
  - 酒井は基本として、当コーナーからエンディングまで出演。ただし、最終回（2013年3月15日）には、リニューアル後初めてオープニングから全編にわたって登場していた。

#### 過去
- 月曜日
  - プリ♥プリ パンシェルジュ（2012年4月9日 - 9月24日）
    - 2011年にパンシェルジュ検定3級を取得したヤナギブソン（ザ・プラン9）が、関西各地のベーカリーを訪問[45]。「パンシェルジュ」（パンの相談人・案内人）の立場から、「パントリビア」やパンを焼き上げる窯の特徴を紹介しながら、訪問先で販売するパンの魅力を伝える。5月28日までは訪問先のベーカリーの店主が、ヤナギブソンに勧めたいベーカリーを最後に紹介するパターンを繰り返しながら、数珠つなぎのように各地のベーカリーを取り上げていた。2012年10月のリニューアルで終了。これを機に、ヤナギブソンは当番組を卒業することになった。
- 火曜日
  - プリ町コレクション プリコレ[46]（2012年4月10日 - 4月24日）
    - プリマ旦那の野村・河野が、毎週1つの町を予告抜きで取材。行く先々で出会った人々の情報や案内を頼りに、その町だけで通じる常識・ルールや、その町ならではの流行・風習・店舗などを「プリコレ」として紹介していた。斎藤裕美（MBSアナウンサー）がナレーターを担当。

  - ハッピーサプライズ!（2012年5月8日 - 6月6日）
    - 「サプライズで誰かを喜ばせたい子どもたちを応援する」という趣旨で、プリマ旦那の野村・河野が、親しい人々（両親・親友・先生など）に「ありがとう」と普段なかなか言えない子どもたちを訪問。親しい人々に内緒で、彼らを喜ばせるための「サプライズ」を仕掛ける模様に密着。当番組の公式メールアドレスでは、当企画に出演する子どもたちを随時募集していた[47]。高井美紀（MBSアナウンサー）がナレーターを担当。
    - プリマ旦那は、「子どもたちを応援するお兄さん」として、当企画のロケに参加。ただし放送上は、子供たちのそばにいても、彼らからの要望がなければ「サプライズ」を手伝えないようになっていた。また、子どもたちが「サプライズ」を実行する場合には、当事者たちから見えないような場所から映像を通じて「サプライズ」の一部始終を見守っていた。

  - おでかけ!ガリク旬（2012年6月12日 - 9月18日）
    - 番組開始からダイアンと交互に「プリ♥プリプレゼント プリプレ」のリポーターを務めていたガリガリガリクソンを、レギュラーリポーターへ昇格させたうえで、「旬」にこだわった情報（旬の食材や旬のスポットなど）をロケVTRとスタジオで紹介していた。ガリガリガリクソンは、当番組へ出演する場合のみ、スーパーマン風にデザインされたトレードマークの「G」を「旬」に変えていた。2012年10月のリニューアルを機に終了。
- 水曜日
  - 小泉エリの水まわりのプリンセス（2012年4月11日- 6月7日）
    - 水曜日にちなんで、水回り（台所・便所・風呂など）に関する便利なグッズ・住宅機器・生活の知恵を小泉エリが紹介。小泉は、プリンセス（王女）風の衣装に身を包みながら、取材や実演を通じて「水まわりのエキスパート」を目指す設定になっていた。しかし、放送回を重ねるうちに取材対象が水回りで収まり切れなくなったことから、「アイデアの小泉」（後述）に発展させた。加藤康裕（MBSアナウンサー）がナレーターを担当。

  - アイデアの小泉（2012年6月13日 - 9月19日）
    - 赤いエプロンを身に付けた小泉が、日常生活がちょっとハッピーになるアイデアグッズやサービスを、ロケVTRとスタジオで紹介。「水まわりのプリンセス」に続いて、加藤がナレーターを務めた。2012年10月のリニューアルで終了。これを機に、小泉は当番組を卒業することになった。

  - イチから始める大阪マラソン（2012年10月3日 - 11月28日、原則として「街の気になるて作りさん」と交互に放送）
    - リニューアル前からの「プリプリファミリー」のうち、プリマ旦那の野村・河野とガリガリガリクソン（いずれもマラソン初心者）が、間寛平の推薦で当番組から第2回大阪マラソン（2012年11月25日開催）へ出場することに関連した期間限定企画。練習用のシューズ選びからマラソン本番まで、プリマ旦那とガリガリガリクソンに密着していた。その関係で、同月11日からは3週連続で放送している。
    - 当コーナーの放送週には、ガリガリガリクソンがスタジオにも出演（最終回のみプリマ旦那も登場）。吉竹がナレーターを務めるロケVTRでは、マラソンの練習に適した食事など、市民ランナーの参考になりそうな情報も適宜紹介していた。その一方で、当コーナーの放送が国生の出演日と重なった場合には、ガリガリガリクソンの体重やVTRでの練習姿勢に国生がたびたび（冗談交じりで）苦言を呈していた。
    - 大阪マラソンの本番では全員が完走。練習から最も早いタイムを記録してきた河野は、「（間が初めてのフルマラソンで記録した）3時間13秒以内での完走」という目標に及ばなかったものの、3時間39分10秒という好タイムを記録した。なお、野村のタイムは5時間57分10秒で、ガリガリガリクソンは6時間22分48秒だった[48]。
- 金曜日
  - はたらくプリメン（2012年4月6日 - 9月21日）
    - 視聴者からの情報を基に、働く姿が美しく見える男性（はたらくプリメン）を、吉本新喜劇で宇都宮の後輩に当たる酒井藍が取材。毎週1つの職業をテーマに、その職業での「はたらくプリメン」を紹介する。ちなみに、「プリメン」とは、「プリティ（可愛い）でプリンス（王子様）みたいなプリップリ（イキのいい）のメンズ（男前）」という意味を込めた造語[49]。放送週によっては、複数の曜日で同じ職業の「プリメン」を取り上げたり、職業が異なる2名の「プリメン」を1日で紹介したりすることがあった。
    - 「はたらくプリメン」の年齢や職業は不問で、自薦や既婚者の応募・推薦も可能。いずれの場合でも、（推薦する男性を）「プリメン」と思う理由と、該当者の写真を示すことが応募の条件になる。『ちちんぷいぷい』でも、宇都宮・吉竹が出演していた2012年3月中旬から、当番組の告知映像を流すとともにメールアドレスを紹介。当番組の放送前から、当企画への情報を受け付けていた。
    - 番組開始から2012年6月1日（金曜日）までは、酒井がレギュラーとして登場する金曜日のみの日替わり企画として、毎週2〜3名の「プリメン」を取り上げていた。ナレーターは河田直也（MBSアナウンサー）が担当。ロケVTRでは、取材の前に訪問先の外から双眼鏡で「プリメン」の働く姿をのぞき込んだり、取材の最後に「プリメン」の顔写真を撮影したりしていた。
    - 2012年6月4日（月曜日）から7月13日（金曜日）までは、月〜金曜日の帯企画として放送。毎日1つの職業をテーマに、酒井が1名の「プリメン」を紹介している。ナレーターは河田から木村英樹に交代したが、酒井による「プリメン」の撮影や金曜日のスタジオ出演は継続。ロケVTRでは、酒井が「プリメン」に会う前に両肩を動かしたり、ロケVTRを「まき姉さん、吉竹さん、プリメンと会うって素敵なことですね」という言葉で締めくくるようになった。しかし、7月の第3週（17日〜20日）からは、上記の構成を継承しつつ金曜日のみの放送に戻っている。
      - 帯企画として放送していた時期には、酒井がスタジオへ出演する金曜日には、当コーナーの冒頭でその週の月〜木曜日に紹介した「プリメン」のダイジェスト映像を流すようになった。
      - 2012年7月17日（火曜日）から19日（木曜日）までの3日間は、他のコーナーの放送時間を延長した関係で、当コーナーの放送を休止した。
      - 2012年7月16日放送の『プリ♥プリ増刊号　海の日だよスペシャル』では、当番組を視聴できない三重県東部在住の「プリメン」として、シャンプーハットが推薦する新大阪歯科技工士専門学校時代の同級生を酒井が特別に取材していた。ちなみに、レギュラー放送では、「プリメン」の取材範囲を関西地方に限っている。

    - 2012年10月のリニューアルを機に、金曜日で「ココホレ!FRIDAY」（後述）を開始したため終了。なお、当コーナーで取り上げた「プリメン」の総数は49名だった[50]。

  - ココホレ!FRIDAY（2012年10月5日 - 11月2日）
    - 当日出演の「プリプリファミリー」を“おっちゃん”（桂小枝、村上、ガダルカナル・タカなど）と“若者”（吉竹、藤本、新山、山口など）に分けたうえで、世間で話題になっている商品・サービス・習慣（携帯電話など）をテーマにスタジオで討論する企画。宇都宮とともに進行役を務めた小籔が、“おっちゃん”と“若者”の中間に当たる世代の立場から、討論のテーマを「ココホレ!ポイント」として提示していた。
    - 討論の途中には、テーマになっている商品・サービスの歴史をまとめた映像を、「ココホレ!温故知新」というタイトルと高井美紀（MBSアナウンサー）のナレーションで放送。後半では“おっちゃん”が、討論のテーマにちなんだ体験談や思い出話を披露していた。
    - リニューアル前から金曜日の「プリプリファミリー」だった酒井は、2012年10月のリニューアルを機に、当コーナーからエンディングまで出演することになっていた。しかし、リニューアルの直前に過労と膵炎で入院。その後も静養を余儀なくされたため、10月5日・12日・19日放送分には桜 稲垣早希が代理で出演した。なお酒井は、同月26日放送の当コーナーへの出演を機に、芸能活動を再開している。

## タイムテーブル
以下に記す放送時間は目安で、放送日によっては、一部コーナーの放送順を入れ替えることがある。

### 放送終了時点（2013年1月以降）
『はなまるマーケット』（TBSテレビ制作）エンディングの『JNN NEWS』からステブレレスで接続

|       | 月曜                                                  | 火曜                                               | 水曜                                               | 木曜                                               | 金曜                                               |
| ----- | ----------------------------------------------------- | -------------------------------------------------- | -------------------------------------------------- | -------------------------------------------------- | -------------------------------------------------- |
| 9:55  | オープニング                                          | オープニング                                       | オープニング                                       | オープニング                                       | オープニング                                       |
| 10:00 | 朝刊!記事からぼたもち                                 | 朝刊!記事からぼたもち                              | 朝刊!記事からぼたもち                              | 朝刊!記事からぼたもち                              | 朝刊!記事からぼたもち                              |
| 10:15 | ハイキングGO!GO! （関サイ前線 プリプリ調査隊が行く!） | 週刊レディー茶話                                   | 街の気になるて作りさん                             | プリプリランチ                                     | プリ金ランキング                                   |
| 10:35 | それゆけ!千日前                                       | それゆけ!千日前                                    | それゆけ!千日前                                    | それゆけ!千日前                                    | それゆけ!千日前                                    |
| 10:45 | エンディング（木曜日のみ「西代洋の今朝のコラム」）    | エンディング（木曜日のみ「西代洋の今朝のコラム」） | エンディング（木曜日のみ「西代洋の今朝のコラム」） | エンディング（木曜日のみ「西代洋の今朝のコラム」） | エンディング（木曜日のみ「西代洋の今朝のコラム」） |

### 2012年10月から12月まで
『はなまるマーケット』エンディングの『JNN NEWS』からステブレレスで接続

|       | 月曜                                                     | 火曜                                                     | 水曜                                                     | 木曜                                                     | 金曜                                                     |
| ----- | -------------------------------------------------------- | -------------------------------------------------------- | -------------------------------------------------------- | -------------------------------------------------------- | -------------------------------------------------------- |
| 9:55  | オープニング                                             | オープニング                                             | オープニング                                             | オープニング                                             | オープニング                                             |
| 10:00 | 今朝のニュース 知っときまSHOW→朝刊!記事からぼたもち      | 今朝のニュース 知っときまSHOW→朝刊!記事からぼたもち      | 今朝のニュース 知っときまSHOW→朝刊!記事からぼたもち      | 今朝のニュース 知っときまSHOW→朝刊!記事からぼたもち      | 今朝のニュース 知っときまSHOW→朝刊!記事からぼたもち      |
| 10:15 | ハイキングGO!GO!                                         | 週刊レディー茶話                                         | 街の気になるて作りさん （イチから始める大阪マラソン）    | プリプリランチ                                           | ココホレ!FRIDAY →プリ金ランキング                        |
| 10:35 | それゆけ!千日前                                          | それゆけ!千日前                                          | それゆけ!千日前                                          | それゆけ!千日前                                          | それゆけ!千日前                                          |
| 10:45 | エンディング（「宇都宮まきとプリ♥プリダンスを踊ろう!」） | エンディング（「宇都宮まきとプリ♥プリダンスを踊ろう!」） | エンディング（「宇都宮まきとプリ♥プリダンスを踊ろう!」） | エンディング（「宇都宮まきとプリ♥プリダンスを踊ろう!」） | エンディング（「宇都宮まきとプリ♥プリダンスを踊ろう!」） |

「クリスマス直前　スペシャルウィーク」期間中には、オープニング・エンディングの構成を変更していた。

### 番組開始から2012年9月まで
以下のタイムテーブルは、2012年9月2日から24日までの放送内容を基に作成。
『もうすぐプリ♥プリ』を放送していた時期には、新聞のテレビ番組表において、放送開始時間を10:25（月・火・金曜）または10:28（水・木曜）と示していた。2012年6月4日以降は、同番組を『らいよんチャンネル』（MBSテレビの番組宣伝枠）に差し替える一方で、同番組の内容を本編のオープニングへ内包。当日出演の「プリ♥プリファミリー」を、「それゆけ!ナンバー1」の冒頭で紹介するようになった。
|       | 月曜                                                              | 火曜                                                              | 水曜                                                              | 木曜                                                              | 金曜                                                              |
| ----- | ----------------------------------------------------------------- | ----------------------------------------------------------------- | ----------------------------------------------------------------- | ----------------------------------------------------------------- | ----------------------------------------------------------------- |
| 10:30 | オープニング（当日の放送内容をVTRや生中継で紹介）                 | オープニング（当日の放送内容をVTRや生中継で紹介）                 | オープニング（当日の放送内容をVTRや生中継で紹介）                 | オープニング（当日の放送内容をVTRや生中継で紹介）                 | オープニング（当日の放送内容をVTRや生中継で紹介）                 |
| 10:35 | プリ♥プリダンスを踊ろう!                                          | プリ♥プリダンスを踊ろう!                                          | プリ♥プリダンスを踊ろう!                                          | プリ♥プリダンスを踊ろう!                                          | プリ♥プリダンスを踊ろう!                                          |
| 10:40 | プリ♥プリトーク あなたはどっち?                                   | プリ♥プリトーク あなたはどっち?                                   | プリ♥プリトーク あなたはどっち?                                   | プリ♥プリトーク あなたはどっち?                                   | プリ♥プリトーク あなたはどっち?                                   |
| 10:50 | プリモノBOOK                                                      | プリモノBOOK                                                      | プリモノBOOK                                                      | プリモノBOOK                                                      | ハイキングGO!GO!                                                  |
| 11:05 | プリ♥プリ パンシェルジュ                                          | おでかけ!ガリク旬                                                 | アイデアの小泉                                                    | プリ♥プリランチ                                                   | はたらくプリメン                                                  |
| 11:20 | それゆけ!千日前                                                   | それゆけ!千日前                                                   | それゆけ!千日前                                                   | それゆけ!千日前                                                   | それゆけ!千日前                                                   |
| 11:28 | エンディング（ステブレレスで『ひるおび!』内の「JNN NEWS」に接続） | エンディング（ステブレレスで『ひるおび!』内の「JNN NEWS」に接続） | エンディング（ステブレレスで『ひるおび!』内の「JNN NEWS」に接続） | エンディング（ステブレレスで『ひるおび!』内の「JNN NEWS」に接続） | エンディング（ステブレレスで『ひるおび!』内の「JNN NEWS」に接続） |

2012年のロンドンオリンピック開催期間中には、当番組で「世界一縁起のいい旗で日本を応援したい」（日本代表への応援企画） を実施したため、当番組から吉竹をロンドンへ派遣した。その関係で、7月30日（月曜日）から8月10日（金曜日）まで放送の「踊って!応援して!夏本番スペシャル」では、宇都宮が1人でスタジオMCを担当。また、当時放送していたレギュラーコーナーの一部を休止する代わりに、吉竹によるロンドンからの生中継・取材VTRや（MBSの編集による放送前週・前日の）オリンピックハイライトを放送していた。 なお、この期間に収録された「プリモノBOOK」では、宇都宮が吉竹の代役として再びロケに参加している。

## テーマソング
- つじあやの「こもれびのうた」（2012年4月9日 - 2013年3月15日）
  - つじあやのが、宇都宮・吉竹のイメージと番組タイトルの響きから作詞・作曲[54]。2012年10月24日リリースのアルバム「Oh!SHIGOTO Special」にも収められている[55]。
  - 番組開始前の告知映像から、2012年4月9日放送分の『もうすぐプリ♥プリ』までは、当番組のタイトルと同じ音の愛称（プリプリ）で知られるプリンセス・プリンセスの「だからハニー」が使用されていた[56]。

## スタジオセット
- 番組開始から2012年9月24日放送分までは、「飛び出す絵本」のイメージで製作されたセットを使用。スタジオ中央に据えられたモニターは、日本でのテレビ草創期（1950年代後半 - 1960年代前半）に普及していたダイヤル式のアナログテレビ受像器を模していて、下側のフレーム部分に"puri♥puri"というロゴを入れていた。また、タイトルロゴの「プ」の半濁点や字幕の一部には、×字状に糸を縫い込んだ丸いボタンの画像を利用した。
  - セットの左隅には、アナログ式の白い時計を付けた街灯風のオブジェを設置。そのオブジェにコーナー名を記した看板を掛けていた[57] ため、CM明けには次のコーナーの予告を兼ねて、スタジオの左斜め上方から看板と時計を映していた。
  - 放送中の画面には時刻のデジタル表示を出していないが、生放送に合わせて前述の掛け時計を作動させているため、テレビカメラの映し方によっては（オープニングなどで）おおよその時刻が分かる。2012年10月のリニューアルからは、白い時計に代わって古時計風のオブジェをスタジオの背後に設置したうえで、同様の趣向を凝らしている。
  - ダンスVTRをオープニングと同時に場合には、鳩時計の音を合図に、当番組の放送開始時間（10:30）を示したアナログ時計の手書き風イラストをオープニングVTRに白抜きで表示。VTRを流さない場合には、オブジェの時計と番組名を記した看板をアップで映してから、すぐにオープニングトークへ入っていた。
- 2012年10月1日からは、宇都宮・吉竹の祖父がいずれも純喫茶好きであることにちなんで、海外から直輸入の雑貨・家具を随所に配した喫茶店風のスタジオセットに一新[58]。リニューアル前は簡素な椅子しか用意されていなかった「プリプリファミリー」の席には、横長の大きなテーブルが設けられた。番組のタイトルロゴもハートマークがなくなって「プリ♥プリ」から「プリプリ」に変わったほか、「プ」の半濁点や字幕の一部に前述のボタン画像を入れないロゴに変更。放送中には、前述のテーブルの上に、新しいロゴを入れた白いコーヒーカップを出演者の人数分だけ置くようになった。

## エピソード
- 吉竹は2012年3月3日（土曜日）から、同番組の特別企画「吉竹史が行く!春の世界一周桜物語〜咲いたらさんが通る〜」で世界各国を渡航。当番組の放送開始を公表した時点（前述）では、正式な帰国時期を知らされていなかった。しかし、当番組の放送初日から1週間前の同月30日（金曜日）に無事帰阪。そのまま『ちちんぷいぷい』のスタジオへ出演したのを最後に、宇都宮とともに同番組をいったん卒業した。ちなみに、当日の放送では、当番組のタイトルロゴとスタジオセットを初めて披露している。
  - 吉竹は、上記企画の一環として、海外渡航中に「消しゴムはんこ」を随時制作。当番組のタイトルロゴの一部に「消しゴムはんこ」で作った♥（ハートマーク）の画像を組み込んでいる[59]。また、木曜日の「プリ♥プリランチ」で岩部が描いた絵に押す落款調のはんこを、吉竹が消しゴムはんこで制作することが決定[60]。宇都宮・吉竹の似顔絵とプリ♥プリの文字が入った消しゴムはんこが作られた[61]。さらに吉竹は、木曜レギュラーのぼんちおさむからの要望を受けて[60]、おさむの似顔絵が描かれた消しゴムはんこも制作した[61]。なお、2012年10月から吉竹がリポーターを務める「町の気になるて作りさん」（前述）では、吉竹自ら消しゴムはんこで作ったタイトルロゴを採用している。
- 2012年4月30日（月曜日）からは同年10月のリニューアルまでは、ダンスVTRを流した後で、当日のコーナー予告VTRなどをはさんでスタジオトークを始めていた[62]。同年10月29日（月曜日）からは、オープニングやスポットCMへの変わり目に、毎日放送のお天気カメラからの風景映像を挿入している。
- 放送回を重ねるにつれて、「はたらくプリメン」以外のロケ企画でも、リポーター（主に吉竹）が「プリメン」という表現を多用。「プリモノBOOK」以外のロケ企画でも、「プリモノ」という言葉が使われるようになった。また、「プリメン」に対応する表現として、リポーターが取材先で「可愛い」と感じた女性を「プリ女（ぷりじょ）」、男児「プリ男（ぷりお）」、女児を「プリ子（ぷりこ）」、本を「プリ本（ぷりほん）」と称することもあった。
- 2012年5月28日（月曜日）の深夜にMBSテレビで放送の『痛快!明石家電視台』では、通常は一般の視聴者がペアで参加する「明石家んドリーム ペンペンペアクイズ」に、当番組のPRを兼ねて宇都宮と吉竹が出演。登場の際に「プリ♥プリダンス」の決めポーズを披露したうえで、「プリ♥プリファミリー」の村上・間・シャンプーハット（いずれもレギュラー解答者）とともにクイズに挑んだ。
- 宇都宮は、2012年5月13日（日曜日）の吉本新喜劇の公演中に、舞台上で尾骨を骨折。公演後に病院で全治3ヶ月との診断を受けたが、当番組ではスタジオ・ロケ共に出演を続けている。
- 2012年12月10日（月曜日）から21日（金曜日）までの「クリスマス直前 スペシャルウィーク」（前述）では、「こんな人おったらドドーンと10万円」という視聴者参加企画（現金総額100万円）と、企画に連動した視聴者向けクイズを放送中に実施した。この期間中には、「それゆけ!千日前」で事前収録の映像を放送する一方で、「宇都宮まきとプリプリダンスを踊ろう!」を終了した。
  - 「こんな人おったらドドーンと10万円」では、当番組のオープニングで日替わりのお題（「〜な人」）を発表するとともに、放送中の10:40までに毎日放送本社（大阪市北区茶屋町）1階のアトリウムに集合できる該当者を（自薦・他薦を問わず）募集。証明書などの提示によって「お題の条件を満たしている」とスタッフが認定した者に対して、総額10万円の賞金を、該当者数に応じて均等に分割したうえで進呈した。なお期間中は、「プリプリサンタ」に扮したガリガリガリクソン（12月18日のみプリマ旦那）のリポートによるアトリウムからの生中継を、オープニングとエンディングに挿入。エンディングの中継のみ吉竹も出演していた。
  - 期間中の放送では、（人数に関係なく）集まる人の有無（または一定の人数以上か未満）を視聴者に電話で予想させるクイズを、専用の電話回線による二者択一形式でエンディング中継冒頭の3分間に実施。予想を的中させた視聴者から、抽選で毎日1名に日替わりで高額の賞品（家電製品など）を進呈した。ちなみに、誰も集まらなかった場合には、特例として予想クイズに参加した視聴者から抽選で1名に当日分の賞金（10万円）を授与していた[63]。
- 2013年1月11日（金曜日）には、あいはらの相方・メッセンジャー黒田がゲストで出演した。黒田がテレビの生放送番組へ出演するのは3年振り。同年2月1日（金曜日）の放送にも、ゲストで登場している。
- 2013年3月3日（日曜日）にホノルルで開催された「第1回ホノルル・レインボー駅伝 EKIDEN」には、2時間30分以内の完走を目標に、「プリプリファミリー」からあいはら、ガリガリガリクソン、桂三度、西川、小田が「プリプリ　SUPER5」というチームで男子の部に出場。結果は2時間34分39秒（参加22チーム中の19位）であったが、終了後に主催者から特別表彰を受けた[64]。当番組では、水曜日の最終放送（2013年3月13日）で、この模様を「プリプリ×ホノルルレインボー駅伝スペシャル」として放送している。

## スタッフ
- 構成：博多ヒト志
- TM：永松良仁（MBS）
- 美術：中野雪子（MBS）
- タイトル：宮本由紀子
- 撮影協力：日本万国博覧会記念機構（2012年4月 - 6月、オープニング用VTR）
- インテリア協力：壁紙屋本舗、ウェリントン
- 協力：放送映画製作所、サウンドエースプロダクション、アーチェリープロダクション、関西東通、高津商会、藤貴園芸、MORE、ステッププラン、MBS企画、フロッグ、ホーリーズエンタープライズ、エイティーコーポレーション、ドゥエンタープライズ、ビデオユニテ、音選屋
- 編成：辻井竜介（MBS）
- 宣伝：冨田潤（MBS）
- AD：浮嶋朋子、奥山依代、下村徹子
- ディレクター：植村仁、遠藤伸哉、西谷好弘、深井麗子、赤澤友基、小林雄志
- チーフディレクター：和田祐介（MBS）
- プロデューサー：岸本孝博（MBS）、重枝栄子（よしもとクリエイティブ・エージェンシー）
- 制作協力：よしもとクリエイティブ・エージェンシー
- 制作著作：MBS